# ターボファンエンジン

2軸式ターボファンエンジンのアニメーション
A. 低圧軸
B. 高圧軸
C. 静止部
1. ナセル
2. ファン
3. 低圧圧縮機
4. 高圧圧縮機
5. 燃焼器
6. 高圧タービン
7. 低圧タービン
8. コアノズル
9. ファンノズル

ターボファンエンジン（Turbofan engine）は、ジェットエンジンの一種。コアとなるターボジェットエンジンにファンを追加したものである。ファンを用いることにより、ターボジェットと異なり、コアエンジン部を迂回するエアフローが設定され、エンジン排気のエアフローを増大させ、ジェットエンジン推力の増大および効率化が図られる。
1960年代より実用化が行われ、現代のジェットエンジンの主流となっているものである。

## 概要
ターボジェットエンジンは、燃焼室で燃焼した高熱排気をノズルより噴出させており、この高熱排気で高速の噴流がエンジンの推進力となる。しかしジェットエンジンにおける推進効率は、空気抵抗との関係により、排気の速度が飛行速度より若干速い程度の速度である場合に最も良いものとなる。ターボジェット機が亜音速で飛行する際は飛行速度よりもジェット噴流がかなり高速になり、推進効率が悪くなる。
この問題を解決するために考えられたのが、タービンから得られる軸出力をコンプレッサーの駆動に用いるのみならず、プロペラの駆動にも用いるターボプロップエンジンである。ただしプロペラの速度が音速に達するあたりから衝撃波が発生し、効率が低下する（機体の速度が700km/hに達した前後から、プロペラの速度は音速に達し、効率が悪くなる）。よって高亜音速機にとっては効率的ではない。また全ての噴流がタービンに吸収される訳ではなく、一部はそのまま後方に噴射される。多少の推力向上にはなるものの、相変わらず高速の噴流は効率が悪い事に変わりは無い。
そのため、開発されたのがターボファンエンジンである。基本的な構造は、コアエンジンとなるターボジェットのコンプレッサーの前部にファンを追加したものである。ファンはコンプレッサーと同じく、タービンと同軸であり、タービン出力によって駆動される。つまりターボプロップエンジンのプロペラの直径を小さくして、ジェットエンジンに内蔵したようなものがターボファンだと捉えればわかりやすい。
ターボプロップエンジンにおいては、プロペラの回転によって得られた空気噴流は、純粋に推進力となる。しかしターボファンエンジンの場合は、空気噴流の一部（コンプレッサーの直径相当部分）はコンプレッサーを通るが、一部（コンプレッサーの直径より大きくなっている部分）はコンプレッサーを通らない。コンプレッサーを通った空気噴流は、コアエンジンとなるターボジェットを通して高温高速噴流となる一方、コンプレッサーを通らなかった空気噴流は低温低速噴流となる。そして、最終的にそれらが混ぜ合わさる事となり、噴流の速度が平均化される。これにより、その飛行機にとって最適な速度の噴流（ターボジェットの場合よりも低速、ターボプロップの場合よりも高速）が得られる。またターボジェットの場合よりも噴流の量も増加し、出力が向上する。
ジェットエンジンの推力は、排気ジェット速度とその空気流量の積に比例する。一方でジェットエンジンの燃料流量は、排気ジェット速度の2乗とその空気流量の積に比例して増す。
ここで、推力が同じターボジェットエンジンとターボファンエンジンがあるとした場合、極端な想定ではあるが、ターボファンの排気噴流速度がターボジェットのそれの1/2だとすると、ターボファンの燃料流量はターボジェットに比べて1/4になる。
また、噴流速度の低下は副次的な作用として騒音の低下にもつながっている。
最初のターボファンエンジンはロールス・ロイス コンウェイであり、1950年代に実用化された。1960年代にはロールス・ロイス スペイがF-4戦闘機のイギリス仕様に採用され、超音速戦闘機においても盛んに用いられるようになり、1970年代以降の主流となった。超音速戦闘機といえど実際には超音速領域で使用する事があまりなく、亜音速領域での運用がほとんどであることが判明したからである。また、ターボファンエンジンは（当然、コンプレッサーをバイパスした空気噴流は燃焼されないため）排気に含まれる酸素量が大きく、アフターバーナーによる出力増大効果が大きい。戦闘機はその運用上、頻繁な出力調整が必要であり、アフターバーナーはそのために（燃費効率が著しく悪いことを承知の上で）用いられる。出力増大効果が大きいということは、出力調整可能範囲が大きいことをも意味する。

## 種類
コアエンジンの前部にファンを追加したフロントファン形式と、後部に追加するアフトファン形式などが存在したが、現在ではフロントファン形式が主流となっている。
フロントファンのターボファンエンジンで、コアエンジンに使用する空気流入量とファンのみを通過する空気流入量の比率は、バイパス比と呼ばれる。バイパス比の比率により、低バイパス比エンジンと高バイパス比エンジンとに分類される。一般に高バイパス比のものほど、低速向きの特性になる。初期のターボファンエンジンは低バイパス比エンジンであり、後に高バイパス比エンジンが開発された。

### 低バイパス比エンジン

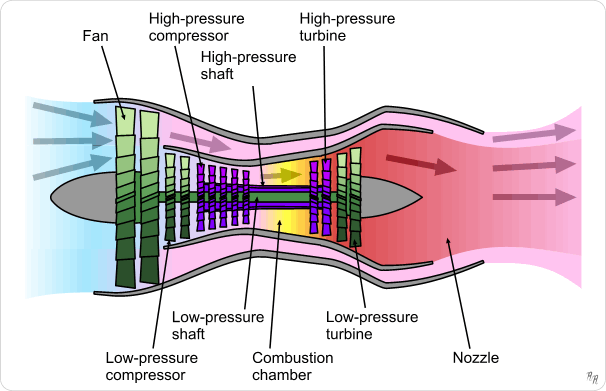
一般的な低バイパス比エンジンの構造

低バイパス比エンジンは、バイパス比が概ね1から2未満のものを指す。ファンからの空気排気量が少なく、ターボジェットエンジンに近い特性となる。P&W TF30エンジンがF-111に用いられて以降、超音速飛行が必要な軍用機（とりわけ戦闘機やマルチロール機）のエンジンにも、純粋なターボジェットに代えてターボファンを用いるようになった。ただし従来のターボジェットに比べれば低速向けの特性であるため、音速突破には燃料を短時間で大量に消費するアフターバーナーの使用に頼らなければならなくなっていた。F-22に採用されたP&W F119エンジンはターボファンエンジンの優位性と要求能力の兼ね合いから特にバイパス比が低く設計され、よりターボジェットに近い特性を持つものとなった。これによってターボファンエンジンでありながら、アフターバーナーなしでの音速突破が可能となっている。
亜音速機では後述する高バイパス比エンジンが用いられるが、初期のターボファンエンジンは技術的限界により、亜音速機用であっても低バイパス比エンジンを採用していた。P&W JT8Dはバイパス比が1程度でボーイング727やボーイング737などに用いられた。
ファンからの空気排気はコアエンジンの外側を通り、ノズルにおいてコアエンジンからの排気と混合され排出されるものが多い。これにより排気の速度が平均化され、より適切な排気の速度が得られる。

### 高バイパス比エンジン

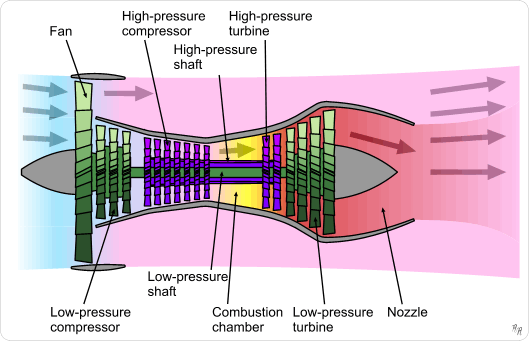
一般的な高バイパス比エンジンの構造

高バイパス比エンジンは、バイパス比が概ね4以上のものを指す。1960年代後半から実用化が行われた。ファンからの空気噴出量がコアエンジンからの排気と比較し、圧倒的に大きく、比較的低速の飛行に適したエンジンである。現代のジェット旅客機エンジンの主流となっている。バイパス比の向上は、亜音速飛行における燃費の向上につながる。冶金及び冷却技術の向上がタービン温度の高温化を可能にし、コアエンジンの出力増大を導いた。これがファン出力の増大に結び付いている。
初期の高バイパス比エンジンであるP&W JT9D（ボーイング747などに使用）はバイパス比5程度であるが、最新のエンジン・アライアンス GP7000ではバイパス比8.7となっている。この値はターボプロップエンジンのプロペラ推力とジェット推力の比に近く、1段のファンにてほとんどの推力を得るため、「プロペラへの回帰」と解説するむきもある。またファンとコアエンジンが主軸を共有するターボファンエンジンでありながら、遊星ギヤによってファン（プロペラ）の減速機構を有する高バイパス比エンジン（ギヤードターボファンエンジン）もあり、ターボプロップエンジンやプロップファンエンジンとの境が曖昧になりつつある。
高バイパス比エンジンでは、ノズルでファンからの排気とコアエンジンの排気を混合せず、ファンの直後でエンジン外に排気されるものが多い。これは長いダクトを通る事による効率低下のデメリットを回避するためである。ファンからの空気排気の量がコアエンジンの排気の量よりも圧倒的に多いため、ファンの直後で排気された噴流がコアエンジンの排気を包み込む格好になるため、両者の混合は問題無く行われ、コアエンジンからの排気ガスの流速は最適化される。ファンの排気がコアエンジンの排気を包み込むために騒音が小さくなるので、都市部での飛行経路の自由度が増すメリットが有る。キャビンの騒音も軽減される。

### アフトファン式エンジン

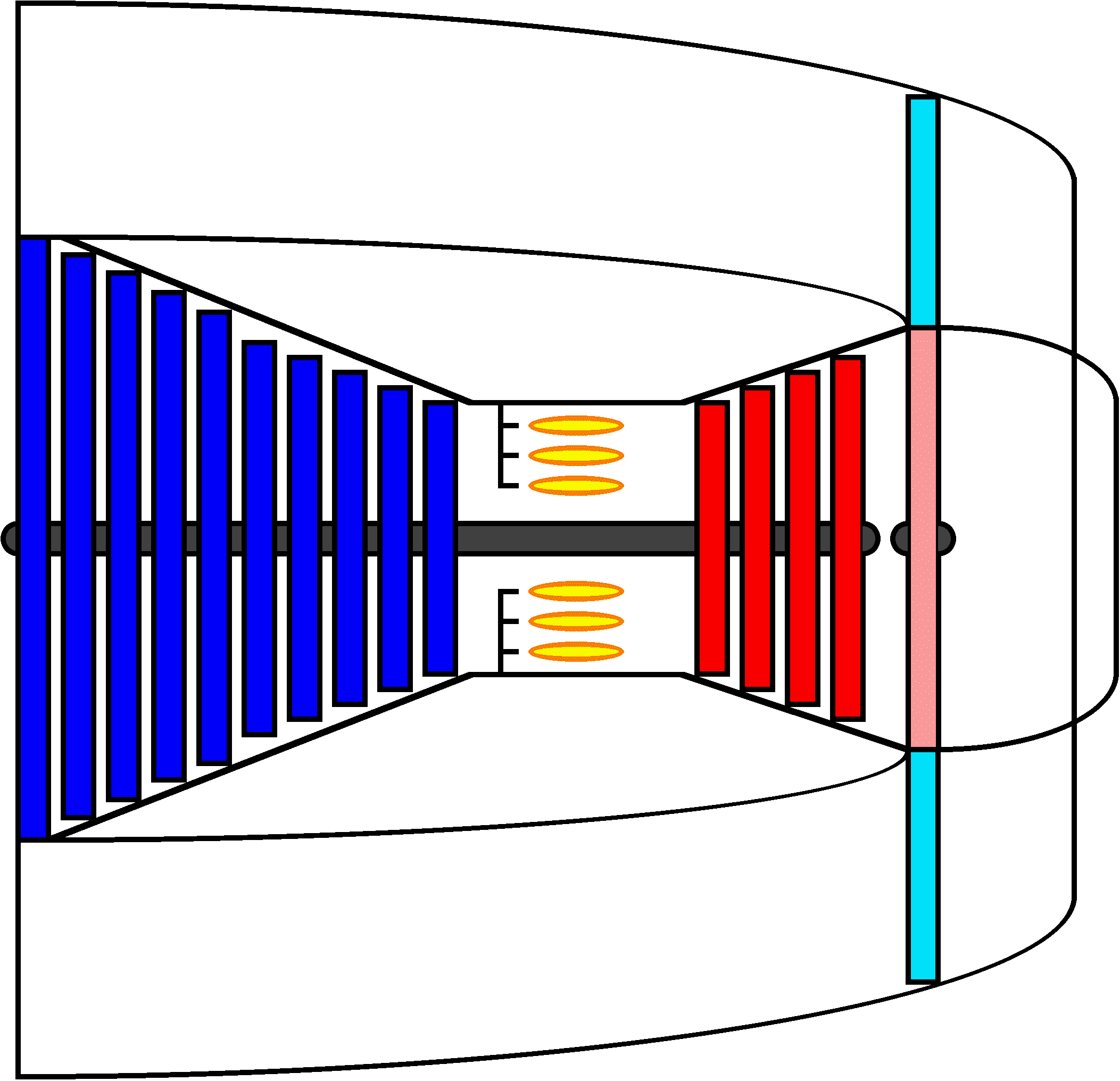
アフトファン式ターボファンエンジンの模式図。ファン駆動用タービン（ピンク色）は、圧縮機と圧縮機用タービンとは独立した軸に配置されている。

低バイパス比ターボファンエンジンの一種で、ファンは一般的なエンジン最前部ではなく、エンジンの最後部（燃焼室とタービンの後部）に配置される。
ファン駆動用のタービンは、圧縮機駆動用のタービンとは独立して配置されており、ファンとほぼ一体化している。
特徴としては既存のターボジェットエンジンをほぼ無改造で流用することによるコストダウンや整備部品の共通化があげられるが、フロントファン方式に比べるとファンブレードに高い耐熱性が要求される（ファンとファン駆動用タービンが物理的に直結していることによる熱伝導や、エンジンから噴射される排気が直接ファンタービンに接触する可能性があるため）。
このため実際に量産されたのは、コンベア990に使用されたゼネラル・エレクトリック製のCJ805-23や、CF700程度である。

## 開発史
フランク・ホイットルは1936年、効率化のためにエンジン内気流をバイパスさせるアイデアについて、特許を出願していた。